# Liste des sites mégalithiques du Somerset
Cette liste non exhaustive recense les principaux sites mégalithiques du Somerset.

## Cartographie
Localisation des principaux sites mégalithiques du Somerset
| : Complexes mégalithiques · : Alignements, henges, cromlechs · : Dolmens, menhirs, tumulus, cairns · |

## Liste
| Site                             | Type            | District                     | Notes          | Coordonnées                 | Image |
| -------------------------------- | --------------- | ---------------------------- | -------------- | --------------------------- | ----- |
| Culbone Stone (en)               | Menhir          | Somerset West and Taunton    |                | 51° 12′ 47″ N, 3° 40′ 26″ O |       |
| Cromlech de Porlock              | Cromlech        | Somerset West and Taunton    |                | 51° 11′ 22″ N, 3° 39′ 14″ O |       |
| Cercles de Priddy (en)           | Enclos (en)     | Mendip                       |                | 51° 16′ 21″ N, 2° 39′ 39″ O |       |
| Cromlechs de Stanton Drew (en)   | Cromlechs       | Bath and North East Somerset | Deux cromlechs | 51° 22′ 04″ N, 2° 34′ 31″ O |       |
| Tumulus de Stoney Littleton (en) | Tumulus allongé | Bath and North East Somerset |                | 51° 18′ 48″ N, 2° 22′ 54″ O |       |
| Cromlech de Withypool (en)       | Cromlech        | Somerset West and Taunton    |                | 51° 05′ 47″ N, 3° 39′ 37″ O |       |